# Leptogorgia acuta
Leptogorgia acuta är en korallart som beskrevs av Bielschowsky 1918. Leptogorgia acuta ingår i släktet Leptogorgia och familjen Gorgoniidae. Inga underarter finns listade i Catalogue of Life.